# Carolo Antonio Di Vincenzo
Carolo Antonio Di Vincenzo (Carlo De Vincentiis ou Acquaviva), baptisé à Acquaviva delle Fonti le 1er mai 1622, mort à Naples en 1677, est l'un des plus importants violonistes napolitains du XVIIe siècle.